# Habiba Hani
Pour les articles homonymes, voir Hani (homonymie).
Habiba Hani, née le 29 avril 2005 à Alexandrie, est une joueuse professionnelle de squash représentant l’Égypte. Elle atteint le 61e rang mondial en juin 2025, son meilleur classement.

## Biographie
Elle remporte son premier titre sur le circuit mondial en remportant le tournoi NSW Squash Bega Open 2025 face à la jeune Indienne Anahat Singh à la suite d'une blessure à la cheville en finale. 

## Palmarès

### Titres
- NSW Squash Bega Open 2025